# Colombar à longue queue
Treron apicauda
Espèce
Statut de conservation UICN

 LC  : Préoccupation mineure
Le Colombar à longue queue (Treron apicauda) est une espèce d’oiseaux appartenant à la famille des Columbidae.

## Répartition et sous-espèces
Selon la classification de référence du Congrès ornithologique international (15.1, 2025) il se répartit en trois sous-espèces (ordre phylogénique) :
- T. a. apicauda Blyth, 1846 — de l'Himalaya au Yunnan et Birmanie ;
- T. a. laotianus (Delacour, 1926) — sud de la Chine, nord du Laos et du Viêt Nam ;
- T. a. lowei (Delacour & Jabouille, 1924) — Thaïlande et centre du Laos ;